# 湯川恵子
湯川 恵子（ゆかわ けいこ、1950年 - ）は、将棋および囲碁の観戦記者。夫は将棋著作家の湯川博士。
作家の夢枕獏は神奈川県立山北高等学校で同級生で友達だった。高校卒業後、出版社勤務を経て、1973年結婚。
夫に将棋を教わって上達。女性アマ強豪となり、1976年、1981年、1984年、1987年、1988年と「女流アマ名人戦」に5回優勝したのち、1988年アマ棋戦から引退。将棋・囲碁の観戦記者となる。
2013年、将棋ペンクラブ大賞(観戦記部門,第25回)を受賞。

## 刊行本
- 女の長考 : 将キチおばさん奮戦記 湯川恵子 著 毎日コミュニケーションズ 1986 (週将ブックス)
- 定跡破り!!勝つ将棋 : 振り袖飛車上達法 塚田泰明の速攻将棋 湯川恵子 著 高橋書店 1989
- プロに勝った! 駒落ち将棋必勝法 湯川博士,湯川恵子共著 小学館 1994.8
- 言わせてもらえば 夫婦の折り返し地点に立ちどまって… 湯川博士,湯川恵子共著 毎日コミュニケーションズ　1995.11
- 囲碁・将棋100の金言 蝶谷初男共著、祥伝社新書 2006.3